# أغسطس فارنهام
أغسطس فارنهام (بالإنجليزية: Augustus Farnham)‏ هو مهندس معماري أمريكي، ولد في 20 مايو 1805، وتوفي في 2 مايو 1865.